# 筱溪街道
筱溪街道，是中华人民共和国四川省自贡市贡井区下辖的一个乡镇级行政单位。

## 行政区划
筱溪街道下辖以下地区：
糍粑坳社区、新马路社区、向阳街社区、杨家坝社区、马槽塘社区、伍家坡社区、雷公滩社区、下桥社区、东风社区、青杠林社区和洞桥社区。